# بروس سمول
بروس سمول (بالإنجليزية: Bruce Small)‏ هو سياسي أسترالي، ولد في 11 ديسمبر 1895 في أستراليا، وتوفي في 1 مايو 1980 في أستراليا. حزبياً، نشط في الحزب الوطني الأسترالي في كوينزلاند ‏.